# Carlo Filogamo
Carlo Angelo Domenico Natalino Filogamo (ur. 25 grudnia 1909 w Turynie, zm. 13 grudnia 2003 tamże) – włoski szablista, złoty medalista mistrzostw świata.
Podczas mistrzostw świata w Lizbonie w 1947 roku razem z Gastone Darè, Umberto De Martino, Aldo Montano, Vincenzo Pintonem i Mauro Raccą wywalczył złoty medal w szabli drużynowej. Był to jego jedyny medal zdobyty w zawodach tego cyklu.
Nigdy nie wziął udziału w igrzyskach olimpijskich jako zawodnik. Był jednak członkiem jury zawodów szermierki na igrzyskach olimpijskich w Londynie (1948), igrzyskach olimpijskich w Helsinkach (1952), igrzyskach olimpijskich w Tokio (1964) i igrzyskach olimpijskich w Meksyku (1968).